# سعادت‌آباد (سروستان)
سعادت‌آباد، روستایی از توابع شهرستان سروستان در استان فارس ایران است.

## جمعیت
این روستا در بخش کوهنجان قرار دارد و براساس سرشماری مرکز آمار ایران در سال ۱۳۸۵، جمعیت آن ۲۴۲ نفر (۶۴خانوار) بوده‌است.